# Pedra angular
A pedra angular é a última pedra assentada no vértice de um arco ou abóbada, finalizando e equilibrando toda a estrutura. 
Não deve ser confundida com a pedra fundamental, que é a primeira pedra de uma construção, geralmente depositada de forma ritualística, marcando a data inicial da construção. 
Na arquitetura também é conhecida como 'chave'.

### Referências

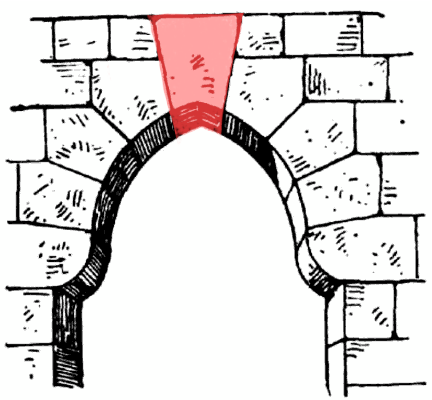
Pedra angular